# Bagan Serdang
Bagan Serdang is een bestuurslaag in het regentschap Deli Serdang van de provincie Noord-Sumatra, Indonesië. Bagan Serdang telt 1231 inwoners (volkstelling 2010).